# Mari Kanstad Johnsen
Mari Kanstad Johnsen (* 7. August 1981 in Bergen) ist eine norwegische Illustratorin und Kinderbuchautorin.

## Leben und Werk
Mari Kanstad Johnsen wurde als Tochter des Designers und Grafikers Augon Johnsen (* 1953) geboren. Ihre ältere Schwester ist die Illustratorin und Kinderbuchautorin Åshild Kanstad Johnsen (* 1978).
Mari Kanstad Johnsen studierte an der Kunsthochschule Oslo sowie an der Kunsthochschule Konstfack in Stockholm. Seit 2011 hat sie zahlreiche norwegische Kinderbücher illustriert. Daneben hat sie auch selbst Kinderbücher verfasst und illustriert.
2016 erhielt Mari Kanstad Johnsen für eine Lobende Erwähnung für Jeg rømmer im Rahmen des italienischen Kinderbuchpreises Bologna Ragazzi Award. Das von ihr illustrierte Kinderbuch Poff und Elmar mit einem Text des Autors Espen Dekko (* 1968) wurde 2018 in die renommierte Auswahlliste The White Ravens der Internationalen Jugendbibliothek München aufgenommen. Es wurde 2019 ins Deutsche übersetzt. Dieselbe Ehrung wurde dem von ihr illustrierten Buch Bettzeit – Papa und das Buch über mich 2021 zuteil. ABC erhielt 2018 in Norwegen die Goldmedaille als „Schönstes Buch des Jahres“.
Mari Kanstad Johnsen lebt und arbeitet heute in Oslo.

## Werke als Illustratorin und Autorin
- Livredd i Syden (2013)
- Ballen (2014)
- Jeg rømmer (2016)
- ABC (2017)
- 3 2 1 (2019)
  - deutsch: 3, 2, 1 – Anna und Oma zählen los. Aus dem Norwegischen von Friederike Buchinger. Weinheim und Basel: Beltz-Verlag 2022. ISBN 978-3-407-75634-3[3]

## Werke als Illustratorin
- Helge Torvund: Vivaldi (2011)
- Kari Tinnen: Barbie-Nils og Pistolproblemet (2011)
- Anniken Bjørnes: Ballongjegeren (2012)
- Helge Torvund: The Sudden Cats (2013)
- Hege Siri: Tunellen (2015)
- Lene Ask: D for Tiger (2015)
- Hilde Martre Larsen: Gutt og Jente Later Som (2016)
- Sara Villius: Natten (2017)
- Hilde Martre Larsen: Gutt og Jente Graver (2017)
- Espen Dekko: P+E (2017)
  - deutsch: Poff und Elmar. Aus dem Norwegischen von Carsten Wilms. Berlin: Kullerkupp Kinderbuch Verlag 2019. ISBN 978-3-947079-09-4[4]
- Sara Villius: Om Orm (2018)
- Hilde Martre Larsen: Gutt og Jente Reparerer (2018)
- Frode Grytten: Leggetid (2020)
  - deutsch: Bettzeit – Papa und das Buch über mich. Aus dem Norwegischen von Carsten Wilms. Berlin: Kullerkupp Kinderbuch Verlag 2022. ISBN 978-3-947079-12-4[5]
- Tom Victor Gausdal: Tradisjonsmat (2021)